# Fritz Wolf (Politiker)
Friedrich Wolf (* 25. März 1853 in Leihgestern; † 17. Mai 1922 Mainz-Gonsenheim) war ein deutscher Arzt, hessischer Politiker (Fortschritt) und Abgeordneter der 2. Kammer der Landstände des Großherzogtums Hessen.
Friedrich Wolf war der Sohn des Pfarrers Karl Wolf (1812–1883) und dessen Ehefrau Amalie, geborene Lauckhard (1816–1872). Wolf, der evangelischen Glaubens war, heiratete am 3. Oktober 1880 in Mainz  Katharina geborene Scherer. Er studierte Medizin in Berlin und war 1876 bis 1884 Assistenzarzt in Mainz. 1884 war er Arzt in Ober-Ingelheim und 1885 in Wachenheim. Seit 1895 praktizierte er in Gonzenheim.
Von 1910 bis 1918 gehörte er der Zweiten Kammer der Landstände an. Er wurde für den Wahlbezirk Rheinhessen 9 (bzw. ab Wahlperiode 34: 10)/Ober-Ingelheim gewählt. Seit 1909 war er Mitglied im Gemeinderat von Gonsenheim. Eine Kandidatur im Reichstagswahlkreis Pfalz (Bayern) 4 bei der Reichstagswahl 1893 war erfolglos.